# Наримановка (Ленинский район)
Нарима́новка (до 1926 года Теме́ш; укр. Нариманівка, крымскотат. Temeş, Темеш) — исчезнувшее село в Ленинском районе Республики Крым, располагавшееся в центре района и Керченского полуострова, примерно в 4 км к севверо-востоку от современного села Новониколаевка.

## История
Первое документальное упоминание села встречается в Камеральном Описании Крыма… 1784 года, судя по которому, в последний период Крымского ханства Темиш входил в Дин Керченский кадылык Кефинского каймаканства. После присоединения Крыма к России (8) 19 апреля 1783 года, (8) 19 февраля 1784 года, именным указом Екатерины II сенату, на территории бывшего Крымского Ханства была образована Таврическая область и деревня была приписана к Левкопольскому, а после ликвидации в 1787 году Левкопольского — к Феодосийскому уезду Таврической области. Перед Русско-турецкой войной 1787—1791 годов производилось выселение крымских татар из прибрежных селений во внутренние районы полуострова, в ходе которого в Телиш был переселён 21 человек. В конце войны, 14 августа 1791 года всем было разрешено вернуться на место прежнего жительства. После Павловских реформ, с 1796 по 1802 год, входила в Акмечетский уезд Новороссийской губернии. По новому административному делению, после создания 8 (20) октября 1802 года Таврической губернии, Темеш был включён в состав Акмозской волости Феодосийского уезда.
По Ведомости о числе селений, названиях оных, в них дворов… состоящих в Феодосийском уезде от 14 октября 1805 года , в деревне Темиш числилось 5 дворов и 42 жителя. На военно-топографической карте генерал-майора Мухина 1817 года деревня Темеш обозначена с 10 дворами. После реформы волостного деления 1829 года Темеш, согласно «Ведомости о казённых волостях Таврической губернии 1829 года», отнесли к Чурубашской волости (переименованной из Аккозской). На карте 1836 года в деревне 3 двора, а на карте 1842 года Темеш обозначен условным знаком «малая деревня», то есть, менее 5 дворов.
В 1860-х годах, после земской реформы Александра II, деревню приписали к Сарайминской волости. Согласно «Списку населённых мест Таврической губернии по сведениям 1864 года», составленному по результатам VIII ревизии 1864 года, Темеш — владельческая русская деревня с 2 дворами и 6 жителями при колодцах. На трёхверстовой карте Шуберта 1865—1876 года в деревне Темеш обозначено 2 двора. По «Памятной книге Таврической губернии 1889 года», по результатам Х ревизии 1887 года, в деревнях Бешуй-Эли и Темеш вместе числилось 9 дворов и 54 жителя. По «…Памятной книжке Таврической губернии на 1892 год» в безземельной деревне Темеш, не входившей ни в одно сельское общество, числилось 10 жителей, домохозяйств не имеющих. По «…Памятной книжке Таврической губернии на 1902 год» на хуторе Темеш, входившем в Ново-Александровское сельское общество, числилось 15 жителей, домохозяйств не имеющих. По Статистическому справочнику Таврической губернии. Ч.II-я. Статистический очерк, выпуск пятый Феодосийский уезд, 1915 год, в экономии Темеш (наследников Савицкого) Сарайминской волости Феодосийского уезда числилось 2 двора с русским населением в количестве 16 человек только «посторонних» жителей, из которых 8 мужчин и 8 женщин. В экономии числилось 1299 десятин удобной земли. В хозяйстве имелось 7 лошадей, 12 волов и 4 коровы.
После установления в Крыму Советской власти, по постановлению Крымревкома, 25 декабря 1920 года из Феодосийского уезда был выделен Керченский (степной) уезд, а, постановлением ревкома № 206 «Об изменении административных границ» от 8 января 1921 года была упразднена волостная система и в составе Керченского уезда был создан Керченский район в который вошло село (в 1922 году уезды получили название округов. 11 октября 1923 года, согласно постановлению ВЦИК, в административное деление Крымской АССР были внесены изменения, в результате которых округа были отменены и основной административной единицей стал Керченский район в который вошло село. Согласно Списку населённых пунктов Крымской АССР по Всесоюзной переписи 17 декабря 1926 года, на хуторе Темеш-Наримановка, Либкнехтовского сельсовета Керченского района, числилось 15 дворов, из них 14 крестьянских, население составляло 70 человек, из них 51 украинец, 17 русских, 1 болгарин и 1 грек. Постановлением ВЦИК «О реорганизации сети районов Крымской АССР» от 30 октября 1930 года (по другим сведениям 15 сентября 1931 года) Керченский район упразднили и село включили в состав Ленинского, а, с образованием в 1935 году Маяк-Салынского района (переименованного 14 декабря 1944 года в Приморский) — в состав нового района. По данным всесоюзной переписи населения 1939 года в селе проживало 69 человек. На подробной карте РККА Керченского полуострова 1941 года в селении отмечено 10 дворов.
После освобождения Крыма от фашистов, 12 августа 1944 года было принято постановление № ГОКО-6372с «О переселении колхозников в районы Крыма» и в сентябре того же года в район приехали первые новоселы 204 семьи из Тамбовской области, а в начале 1950-х годов последовала вторая волна переселенцев из различных областей Украины. С 25 июня 1946 года селение в составе Крымской области РСФСР, а 26 апреля 1954 года Крымская область была передана из состава РСФСР в состав УССР. Нарымановка исключена из учётных данных в 1957 году (согласно справочнику «Крымская область. Административно-территориальное деление на 1 января 1968 года» — в период с 1954 по 1968 год, как село Чистопольского сельсовета).

### Динамика численности населения
| - 1805 год — 42 чел. - 1864 год — 6 чел. - 1889 год — 54 чел. - 1892 год — 10 чел. | - 1902 год — 15 чел. - 1915 год — 0/11 чел. - 1926 год — 70 чел. - 1939 год — 69 чел. |